# Bare Bones (Madeleine Peyroux)
Bare Bones è il quinto album in studio della cantante jazz statunitense Madeleine Peyroux, pubblicato nel 2009.

## Tracce
1. Instead (Julian Coryell, Madeleine Peyroux) - 5:13
2. Bare Bones (Walter Becker, Larry Klein, Peyroux) - 3:26
3. Damn the Circumstances (David Batteau, Klein, Peyroux) - 4:37
4. River of Tears (Klein, Peyroux) - 5:21
5. You Can't Do Me (Becker, Klein, Peyroux) - 5:04
6. Love and Treachery (Joe Henry, Klein, Peyroux) - 4:20
7. Our Lady of Pigalle (Batteau, Klein, Peyroux) - 5:28
8. Homeless Happiness (Coryell, Peyroux) - 3:59
9. To Love You All Over Again (Batteau, Peyroux) - 3:59
10. I Must Be Saved (Peyroux) - 4:45
11. Somethin' Grand (Klein, Sean Wayland, Peyroux) - 3:44

## Formazione
- Madeleine Peyroux - voce, chitarra acustica
- Larry Klein - basso
- Vinnie Colaiuta - batteria, percussioni
- Dean Parks - chitarra elettrica
- Jim Beard - piano
- Larry Goldings - organo Hammond, organo Estey
- Carla Kihlstedt - violino, tromba, nyckelharpa
- Luciana Souza - cori
- Rebecca Pidgeon - cori